# Trombidiformes
Die Trombidiformes sind eine Ordnung von Milben, die mehr als 100 Familien mit mehr als 22.000 beschriebenen Arten umfasst.
Sie gliedert sich in die Unterordnungen Sphaerolichida und Prostigmata. Als Kosmopolit sind sie weltweit verbreitet.

## Merkmale
Ein Kennzeichen der Ordnung der Trombidiformes ist die Lage der Atemöffnungen (Stigmen) im vorderen Teil des Körpers im Bereich des Gnathosoma. Die Palpi bestehen aus zwei bis fünf Segmenten, Apotelen fehlen. Die Cheliceren sind zweigliedrig. Ein Herz ist nicht vorhanden. Als Exkretionsorgan dient der Uroporus, eine Analöffnung ist nicht vorhanden. Zu dieser Ordnung von Milben gehören sowohl sehr kleine Arten (0,08 mm) als auch recht große Arten (16 mm).

## Lebensweise
Viele der Ordnung angehörenden Arten sind freilebend und ernähren sich räuberisch oder fungivor, andere leben parasitär auf Wirbeltieren und Gliederfüßern. Viele leben phoretisch auf Insekten, oft als adulte Milben oder als spezialisierte Weibchenform (Phoretomorphe). Soweit bekannt, nehmen alle Trombidiformes flüssige Nahrung zu sich, allerdings finden sich bei Lordalychidae manchmal Pilzsporen in den Eingeweiden.

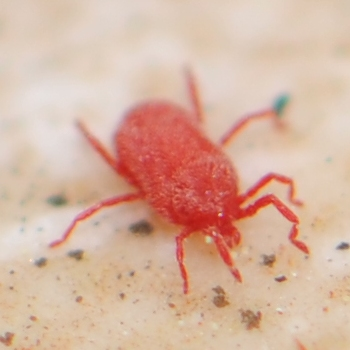
Balaustium sp., ein Vertreter der Trombidiformes

## Bedeutung
Alle wichtigen Milben die Pflanzenparasiten, sowie zahlreiche Milben die wichtige Parasiten von Menschen, Nutztieren, Haus- und Wildtieren sowie Insekten sind, gehören der Ordnung an. Einige sind Schädlinge des Pilzanbaus. Einige Gattungen Mitteleuropas stellen Ektoparasiten von Hunden und Katzen, die Tracheenmilbe (Acarapis woodi) ist ein Bienenparasit. Zum Teil sind die Arten Krankheitserreger, Schmarotzer oder Überträger von Rickettsien.